# Двуречье (Еврейская автономная область)
Двуре́чье — село в Облученском районе Еврейской автономной области России. Входит в состав Известковского городского поселения.

## География
Село Двуречье стоит на правом берегу реки Кульдур, в двух километрах южнее протекает река Сутара. Через село Двуречье проходит Транссибирская магистраль и автотрасса Чита — Хабаровск.
Расстояние до административного центра городского поселения посёлка Известковый — около 3 км (на запад по автотрассе Чита — Хабаровск).

## История
В 1974 году указом Президиума Верховного Совета РСФСР село отделения № 1 совхоза «Известковый» переименовано в Двуречье.

## Население
| 1992 | 2002 | 2010 |
| ---- | ---- | ---- |
| 979  | ↘867 | ↘657 |

## Улицы
| - ул. 40 лет Победы, - ул. Бонивура, - ул. Комсомольская, - ул. Лазо, | - ул. Молодёжная, - ул. Октябрьская, - пер. Октябрьский, - ул. Переселенческая, | - ул. Полевая, - ул. Советская, - ул. Совхозная, - ул. Сутарская. |